# Gabero
Gabero is een gemeente (commune) in de regio Gao in Mali. De gemeente telt 25.600 inwoners (2009).
De gemeente bestaat uit de volgende plaatsen:
- Haoussa-Foulane (hoofdplaats)
- Banikane
- Borno
- Boya
- Dongomé
- Gaina
- Gargouna
- Gouthine
- Kardjimé
- Koissa
- Marga
- Peul
- Todjel-Gabero
- Todjel-Gargouna
- Traoré
- Zinda